# Anneke van Giersbergen

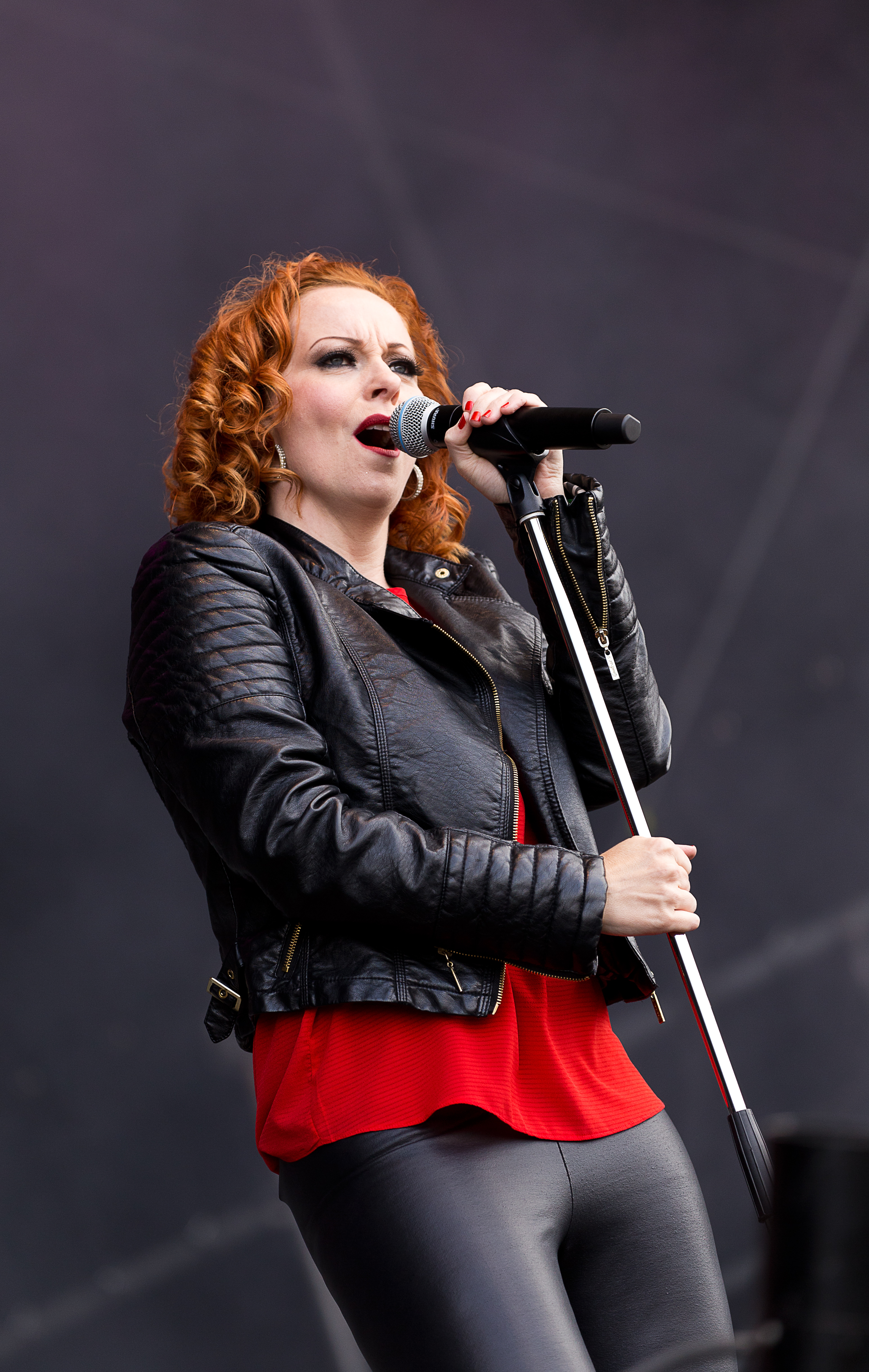
Anneke van Giersbergen, 2015

Anneke van Giersbergen (* 8. März 1973 in Sint-Michielsgestel) ist eine niederländische Sängerin und Gitarristin. Von 1994 bis 2007 war sie als Sängerin der niederländischen Progressive-Rock-Band The Gathering aktiv. Nach ihrem Ausstieg widmete sie sich vorwiegend ihrem Projekt Agua de Annique, 2012 folgte das erste Studioalbum rein unter ihrem Eigennamen.

## Biographie
Mit zwölf Jahren sang van Giersbergen im Chor ihrer Schule. Kurze Zeit später nahm sie Gesangsunterricht und trat ihrer ersten Band bei. Bevor sie sich 1994 der Band The Gathering anschloss, durchlief van Giersbergen diverse Bands, unter anderem eine Speed-Metal-Band namens Seventh Episode. Neben The Gathering gehört van Giersbergen noch zum Duo Bad Breath, die eine Mischung aus Blues, Jazz, Funk und Folk spielt. Ihre musikalischen Wurzeln liegen in der Klassik und der Jazz-Musik. Zu ihren größten musikalischen Einflüssen gehören Prince, Ella Fitzgerald und Thom Yorke. Im Metal-Bereich gehörten Metallica, Anthrax und Death Angel zu ihren Einflüssen. Über ihren älteren Bruder lernte sie auch Progressive-Rock-Bands wie Pink Floyd, Marillion und Yes kennen.

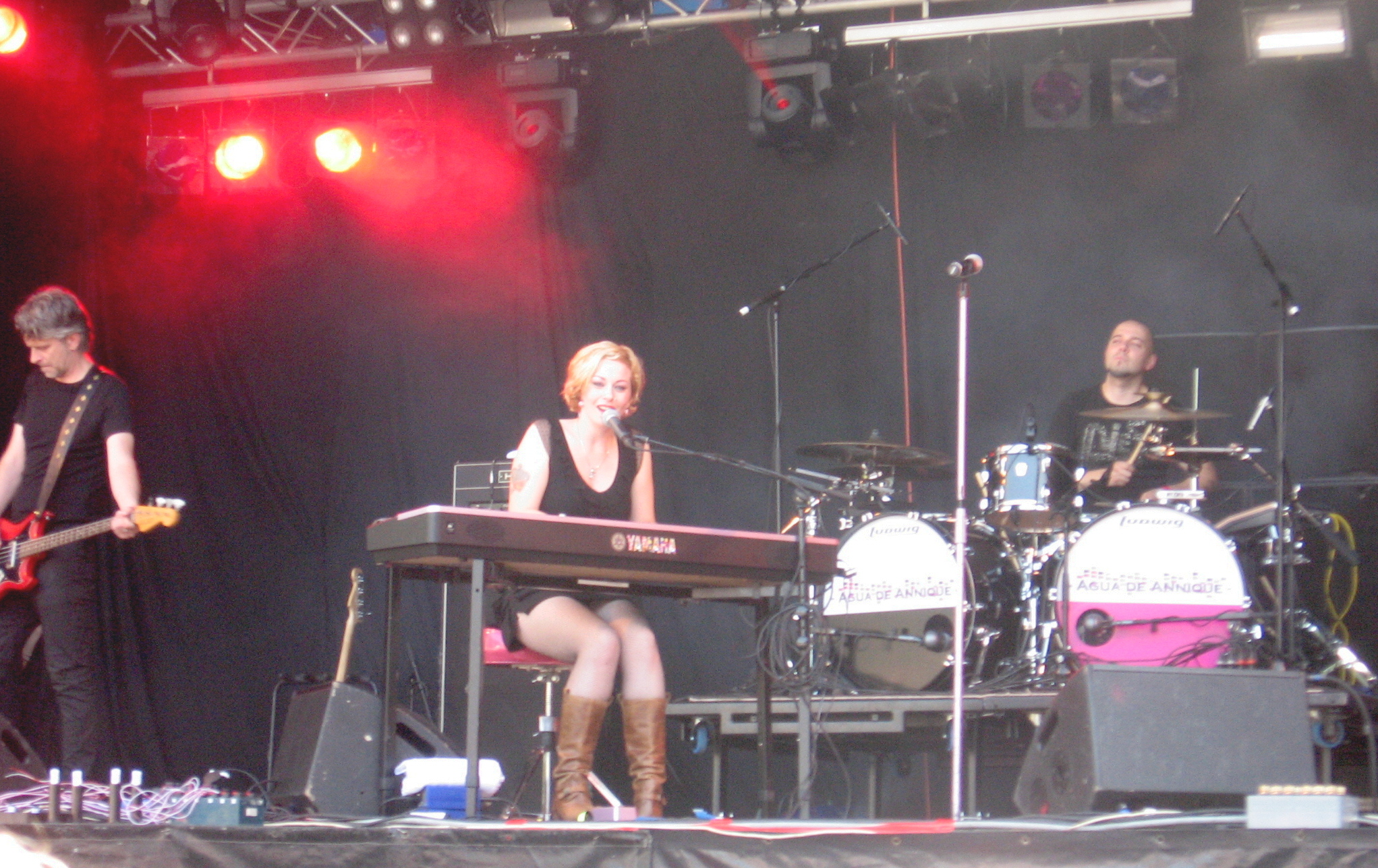
Anneke van Giersbergen mit Agua de Annique, 2008

2006 wurde sie mit dem Devil Award des Nationaal Pop Instituut als Beste Sängerin ausgezeichnet. Im Juni 2007 kündigte sie an, The Gathering im August zu verlassen und künftig mit einer eigenen Band namens Agua de Annique zu arbeiten. Diese besteht neben ihr aus dem Gitarristen Joris Dirks, dem Bassisten Jacques de Haard und ihrem Ehemann Rob Snijders am Schlagzeug. Das erste Album, Air, erschien am 26. Oktober 2007. Als Gastsängerin tritt Kristin Fjellseth auf. Im Vergleich zu den Alben von The Gathering ist es deutlich ruhiger und balladenorientierter. Es wurde als atmosphärischer Gitarrenpop charakterisiert. 2009 entschlossen sich Agua de Annique Anneke van Giersbergen verstärkt in den Fokus zu rücken. Entsprechend wurde die Homepage überarbeitet und das neue Album Pure Air unter ihrem Namen veröffentlicht. Es erschien am 30. Januar 2009, als Gastmusiker treten Sharon den Adel, Danny Cavanagh (Anathema), Marike Jager, John Wetton, Niels Geusebroek, Arjen Lucassen und Kyteman auf. 2011 spielte Anneke van Giersbergen im Vorprogramm von Within Temptation und schloss sich dem Projekt Maiden uniteD an, die Lieder der Heavy-Metal-Band Iron Maiden akustisch covert. Das Debütalbum Mind the Acoustic Piece erschien im Dezember 2010. Im September 2011 veröffentlichte Anneke van Giersbergen, die sich zwischenzeitlich von Management und Plattenlabel getrennt hatte, eine neue Single, Feel Alive. Im Dezember desselben Jahres arbeitet Anneke mit der niederländischen Band Lorrainville zusammen und veröffentlicht mit ihnen ein Live-Album namens „Some December evening“. Das rockig geprägte Album Everything is Changing erschien im Januar 2012 beim Label PIAS Netherlands und debütierte auf Platz 11 der niederländischen Album-Charts.
Seit 2014 tourt Anneke van Giersbergen auch zusammen mit Liv Kristine und Kari Rueslåtten unter dem Bandnamen The Sirens. Ebenfalls 2014 gründete Anneke zusammen mit Arjen Lucassen die Band The Gentle Storm. Die Band hat im März 2015 ihr Debütalbum The Diary veröffentlicht und spielt im Juli 2015 auf dem Night-of-the-Prog-Festival. Aus der Liveband von The Gentle Storm entwickelte sich die Progressive-Metal-Band Vuur, die im Oktober 2017 ihr Debütalbum In This Moment We Are Free - Cities veröffentlichte.

## Gastauftritte
Van Giersbergen trat diverse Male als Gastsängerin in Erscheinung. Mit der deutschen Band Farmer Boys nahm sie eine Coverversion des Depeche-Mode-Liedes Never let me down again auf. Darüber hinaus ist die Niederländerin auf dem Album Icon II (Rubicon) von John Wetton und Geoff Downes zu hören und arbeitete mit beim Projekt Ayreon (auf den Alben Into The Electric Castle (1998) sowie 01011001 (2008)). Später war sie auf dem Napalm-Death-Album Smear Campaign zu hören. Ebenso hatte van Giersbergen auf dem 2008 erschienenen Album Night Eternal der portugiesischen Band Moonspell einen Gastauftritt bei dem Lied Scorpion Flower.
Ebenso ist sie auf den Live-Alben Black Symphony und An Acoustic Night At The Theatre von Within Temptation jeweils im Song Somewhere im Duett mit Sharon den Adel zu hören. Von Mai bis September 2009 nahm sie mit Devin Townsend das Album Addicted auf, wobei sie einen Großteil des Gesangs übernahm. Die Zusammenarbeit mit Devin Townsend Project wurde auf den Alben Epicloud (2012) und Z2 / Sky Blue (2014) weitergeführt. Dem Stück What Could Have Been auf Novembers Dooms Album Aphotic lieh sie ihre Stimme. Ein weiteres Duett mit John Wetton ist auf dessen Album Raised in Captivity zu hören. Im Jahr 2016 hat die isländische Band Árstíðir das Album "Verloren Verleden" mit der Niederländerin aufgenommen.
Außerdem ist sie auf dem 2018 erschienenen Album „Queen of Time“ von Amorphis bei dem Song „Amongst Stars“ zu hören.

## Privat
Van Giersbergen ist mit dem ehemaligen Kong-Schlagzeuger Rob Snijders verheiratet. Im Februar 2005 brachte sie einen Sohn zur Welt.

## Diskografie

### Mit The Gathering
- 1995: Mandylion
- 1997: Nighttime Birds
- 1998: How to Measure a Planet?
- 1999: Superheat – A Live Album (Live)
- 2000: if then else
- 2003: Souvenirs
- 2004: Sleepy Buildings – A Semi Acoustic Evening (Live)
- 2006: Home

### Solo und/oder unter dem Projektnamen Agua de Annique
- 2007: Air (als Agua de Annique)
- 2009: Pure Air (als Agua de Annique)
- 2009: In Parallel (mit Danny Cavanagh)
- 2009: In Your Room (als Agua de Annique)
- 2010: Live in Europe
- 2012: Everything Is Changing
- 2013: Drive
- 2016: Verloren verleden (mit Árstíðir)
- 2018: Symphonized
- 2021: The Darkest Skies Are the Brightest
- 2025: La Vie (EP)

### Mit The Gentle Storm
- 2015: The Diary

### Mit Vuur
- 2017: In This Moment We Are Free - Cities

### Mit Kamerata Zuid
- 2020: Let the Light In